# Château de Sainte-Hélène-sur-Isère
Le château de Sainte-Hélène-sur-Isère — anciennement château de Sainte-Hélène-des-Millières — est un ancien château fort du XIIIe siècle remanié au XVIIe siècle, siège de la seigneurie de Sainte-Hélène-des-Millières, élevée au titre de baronnie. Il se situe en France sur la commune de Sainte-Hélène-sur-Isère, en Savoie.
Le château fait l’objet d’une inscription au titre des monuments historiques depuis le 17 mai 1940.

## Situation
Au sud-est du bourg, c'est un château de plaine construit à proximité de l'Isère qu'il domine, au pied du Grand Arc.

## Histoire
La première mention connu du château date du 9 octobre 1252. Il est cité dans une donation faîte par le comte de Savoie Amédée IV en faveur de son frère Boniface de Savoie, archevêque de Cantorbéry auquel il remet en fief divers biens dont Sainte-Hélène-sur-Isère et son château. À cette époque le château appartient à Pierre d'Aigueblanche qui l'a fait construire et déclarera tenir la maison forte et ses dépendances en fief de Boniface le 7 septembre 1255. Boniface de Savoie y meurt le 14 juillet 1270, il léguera ses biens à Pierre II d'Aigueblanche, son neveu.
Il est vendu vers 1355 à Girard de Varax, compagnon d'armes du comte Amédée VI. À sa mort, sans descendant, la seigneurie passe le 16 octobre 1358 à Jean de La Chambre, époux d'Agnès de Savoie-Achaïe. Jean III de La Chambre, seigneur de Sainte-Hélène-sur-Isère en 1415, vassal d'Amédée VIII de Savoie, le refortifie. Lui succède, son fils, Urbain de La Chambre en 1419, un de ses propres fils, Jean IV, avant 1429, puis Urbain de La Chambre, qui y rédige son testament, en 1440. Il passe à son fils, Gaspard de La Chambre.
Il restera dans la famille de La Chambre jusqu'en 1454. Gaspard de La Chambre, sans descendant, institue Aymon de Seyssel, son neveu, comme héritier universel. Aymon donnera naissance à la branche des La Chambre-Seyssel. Il le gardera de 1454 à 1470.
Se succèdent après lui, Louis de La Chambre-Seyssel, fils d'Aymon, mort en 1517, Charles de la Chambre-Seyssel, fils cadet de Louis de La Chambre-Seyssel, puis Philippe, fils de Charles. Ce dernier, endetté, vend alors plusieurs châteaux. Passé à son frère cadet, Philibert de La Chambre-Seyssel, élevé au titre de baron de Sainte-Hélène ; ruiné, il vend  le château en 1607, à Jean-Baptiste de Locatel, famille originaire de Bergame ; l'oncle de ce dernier a fait construire la maison forte de Costaroche à Conflans. Le château est à ce moment en partie ruiné à la suite des conflits qui ont opposé la France et la Savoie et Jean-Baptiste de Locatel le restaure profondément. Il y meurt ainsi que son épouse entre 1615 et 1617. Jeanne-Antoinette de Locatel, leur fille, épouse en premières noces, Jacques de Locatel, son cousin, et à sa mort survenu en 1598, épouse en secondes noces, Pierre Mareschal de Duingt, commandant de Conflans, comte de La Val-d'Isère, et s'installent au château. Charles-Emmanuel, fils ainé de Pierre, époux en 1629 de Françoise-Marie de Lescheraines, mort en 1661, laissant deux fils, Sigismond, l'ainé, et Hector, le cadet, à qui il donne le château. Le château fait retour à l'ainé, Sigismond, qui a épousé en secondes noces une Cordon. Il décède en 1707, se succèdent, Joseph-François puis Joseph-François-Prosper. Ce dernier le lègue, en 1772, à sa femme Anne de Mellarède, qu'il a épousée en 1754. Elle se remarie avec Joseph-Bertrand de Chamousset, baron de Gilly, mais le château échoit le 1er juin 1772 au neveu de Joseph-François-Prosper, le fils de Marguerite, Joachim-Joseph d'Allinges-Coudrée.
Albitte à la Révolution française fait araser les tours du château au niveau des toits. Le château, alors vide, le marquis ayant émigré, est vendu comme bien national, et acheté avec la cure par Jean-François Portier. La famille d'Allinges en rentrera en possession puis se succèdent ensuite monsieur Donnet d'Albertville, en 1853, Ignace Foray, en 1856 ou 1857, la famille Pépin, Ract-Brancaz, les Combaz et les Chenaval.

## Description
Le château se présente sous la forme d'une enceinte quadrangulaire sur laquelle s'appuie trois grands bâtiments, à l'est au nord et à l'ouest. Un mur épais dans lequel s'ouvre une porte unique voûtée, donnant accès à une cour profonde et large de 9 à 10 m, ferme la face sud. Trois tours rondes aux angles nord-ouest, sud-ouest et sud-est, flanquent l'enceinte. Celle situé à droite de la porte coiffée d'un toit en poivrière fait office de donjon. Il a été arasé à la Révolution et restitué seulement sur une hauteur de 8 m au-dessus du chemin de ronde ce qui porte sa hauteur actuelle à 25 m pour un diamètre de 6 m. La tour nord-ouest abrite à chaque étage une chambre et possède un souterrain comme la tour sud-ouest. Dans cette dernière on trouve une chambre avec une cheminée Louis XIV. L'ensemble peut être daté du XIIIe siècle ; notamment la tour ronde assisée. Le château a conservé ses mâchicoulis, quant aux meneaux ils sont bouchés.

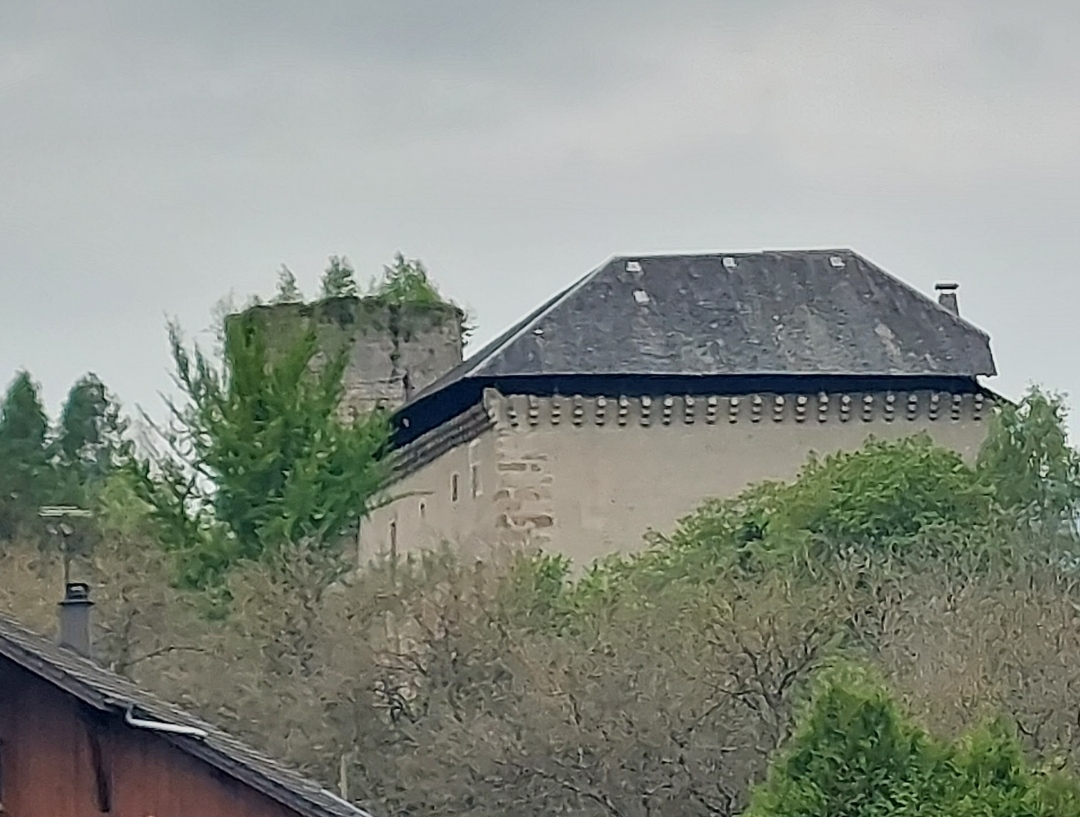
Vvue en contre-plongée du château.

Le corps de logis de l'est haut de trois étages sur caves s'éclaire par de grandes fenêtres à meneaux. Au rez-de-chaussée, on trouve une pièce voutée avec une grande cheminée qui est une ancienne cuisine. Contiguë à cette dernière, une grande salle de 12 × 8 m qui possède un plafond à la française et s'ouvre par deux fenêtres, dont une donnant sur la cour. Au-dessus de la cuisine, les deux étages proposent une salle ornée d'un plafond à la française et dans le prolongement, à chaque niveau, une chambre voutée et une salle au centre de laquelle on trouve un escalier à vis. Au-dessus de la grande salle du rez-de-chaussée, divisée en deux, une grande salle de 10 × 7,50 m dotée d'un plafond à la française du XVe siècle, qu'éclaire trois grandes fenêtres. Le dernier niveau abrite une troisième salle de 11 × 7,70 m.
Le corps de logis nord abrite au rez-de-chaussée une salle voûtée de 7 × 5,50 m ; c'est l'ancienne chapelle qui servit d'église paroissiale au XIXe siècle avant la construction de l'église actuelle érigée en 1865. Le retable représentant la Vierge tenant l'enfant Jésus entouré de saint Roch et saint Sébastien qui ornait la chapelle du château a été déposé et est visible au musée des beaux-arts de Chambéry. Au-dessus une chambre, orientée au nord, avec cheminée dans laquelle Boniface de Savoie serait mort en 1270. Elle a été remaniée au XVIIe siècle.
Celui de l'ouest, restauré probablement par Jean-Baptiste de Locatel, est un bâtiment d'un étage sur rez-de-chaussée. Ses caves abritent une grande salle voutée, le « jardin d'hiver » du XVIIe siècle, qui communique avec la tour nord-ouest. À l'étage, une grande salle de 15 × 8 m avec un plafond à caissons a servi par le passé de mairie. La cuisine de plain-pied, ornée de plafonds à la française, est quant à elle largement éclairée.
Une écurie datée de 1702 et un jardin orienté au sud viennent compléter cette demeure ainsi qu'une fontaine située entre le corps de logis est et le donjon et qui s'écoule dans un bassin. Le parcellaire du château, représenté sur la mappe sarde, signale la présence d'un colombier, des écuries avec cour ainsi que jardin, pré et pâturages. Édouard Herriot, dans Lyon n'est plus, dit d'une porte de fer que surmontait trois fleurs de lys située au seuil du jardin, quelle « exprime la grâce la plus fine de la Régence ».